# Первомайський сільський округ (Жамбильський район)
Первома́йський сільський округ (каз. Первомай ауылдық округі, рос. Первомайский сельский округ) — адміністративна одиниця у складі Жамбильського району Північноказахстанської області Казахстану. Адміністративний центр — село Будьонне.
Населення — 737 осіб (2021; 1041 у 2009, 1385 у 1999, 1878 у 1989).
Станом на 1989 рік існувала Першотравнева сільська рада (села Будьонне, Кабань, Калиновка, Чапаєвка).

## Склад
До складу округу входять такі населені пункти:
| Населений пункт | Старі назви | Населення, осіб (1989) | Населення, осіб (1999) | Населення, осіб (2009) | Населення, осіб (2021) |
| --------------- | ----------- | ---------------------- | ---------------------- | ---------------------- | ---------------------- |
| Будьонне, село  | -           | 974                    | 686                    | 548                    | 488                    |
| Кабань, село    | -           | 348                    | 255                    | 132                    | 77                     |
| Калиновка, село | Темне       | 245                    | 201                    | 176                    | 87                     |
| Чапаєвка, село  | -           | 311                    | 243                    | 185                    | 85                     |